# Diphelypaea
Diphelypaea es un género de plantas sin clorofila, perenne, parásita, de la familia de las Orobancáceas. Comprende 4 especies descritas.

## Taxonomía
El género fue descrito por D.H.Nicolson y publicado en Taxon 24: 654. 1975.

## Especies
- Diphelypaea boissieri (Reut.) Nicolson
- Diphelypaea coccinea (M.Bieb.) Nicolson
- Diphelypaea helenae (Popl.) Tzvelev
- Diphelypaea tournefortii (Desf.) Nicolson